# 玉手橋

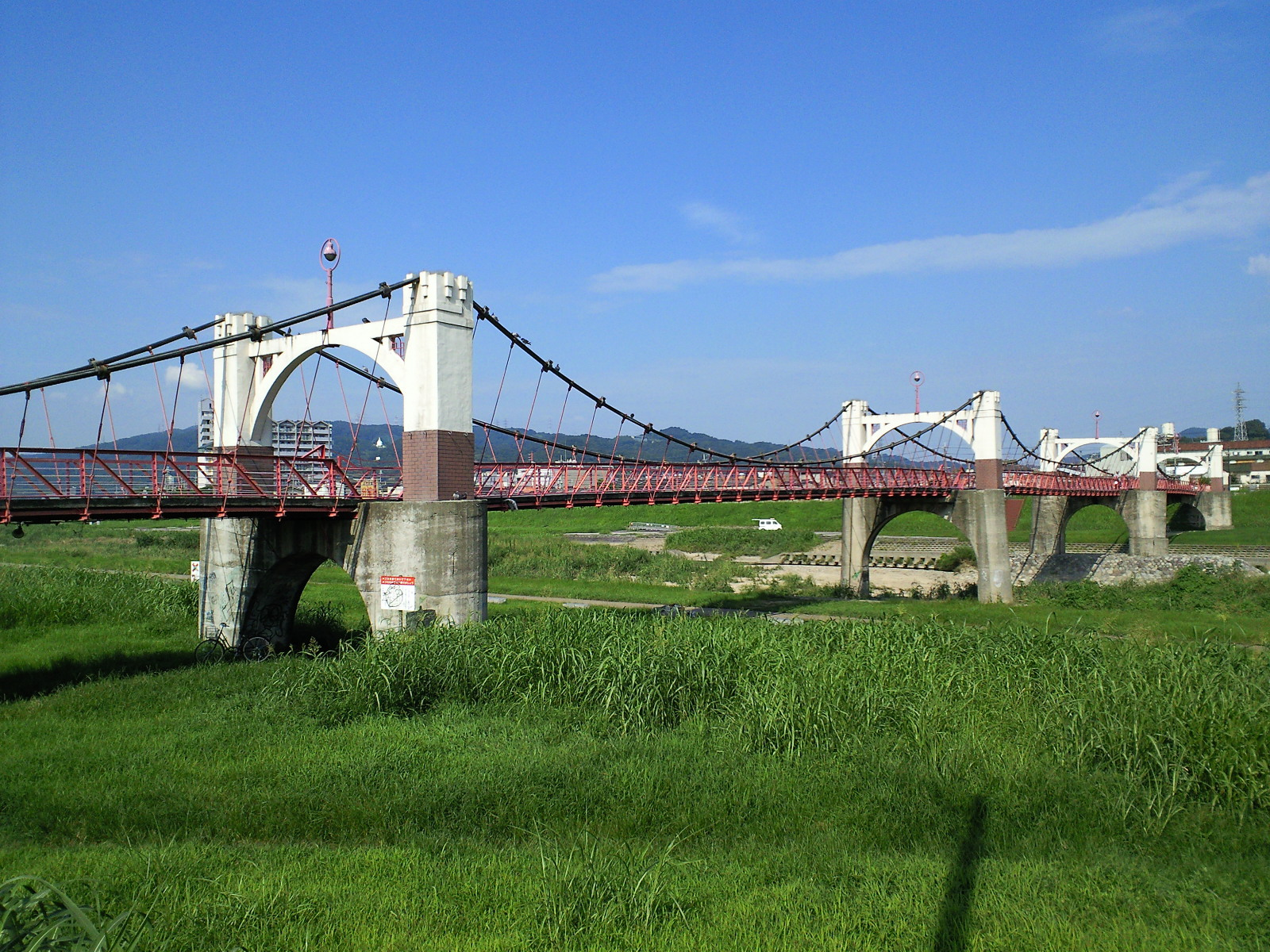
玉手橋（藤井寺市側から撮影）

玉手橋（たまてばし）は、大阪府を流れている石川に架かる吊橋。 
1928年（昭和3年）当時の大阪鉄道（現：近鉄）が、道明寺村（現：藤井寺市）側にある道明寺駅から石川対岸の玉手村（現：柏原市）側にある玉手山遊園地への通行路として設置したが、現在は主に柏原市内の玉手山西側の地区から近鉄道明寺駅を利用する通勤・通学者が利用している。
- 所在地
  - 左岸：藤井寺市道明寺3丁目
  - 右岸：柏原市石川町・玉手町
- 管理者：柏原市 （柏原市道国分道明寺線）

## 構造
長さ151m・幅員3.2mの5径間吊橋で、径間は18.1m - 38.1m - 37.9m - 38.5m - 18.9mとなっている。主塔と橋台は鉄筋コンクリート製であるが、部分的に装飾を兼ねたレンガで補強されている。 上路部は鉄製トラス補剛桁でアスファルトで舗装されているものの、架橋構造は典型的な吊橋である。したがって、渡るときに少々揺れを感じる場合がある。なお、本橋は歩行者・自転車専用である。

## 歴史
- 1928年（昭和3年）当時の大阪鉄道により開設される。（昭和4年に竣工したとされる説が有力）
- 戦後、管理は当時の国分町（現：柏原市）に引き継がれる。
- 1998年（平成10年）玉手山遊園は閉園となった。のちに整備の上で「柏原市立玉手山公園」として再開した。
- 2001年（平成13年）吊橋としては日本全国で初の国の登録有形文化財となった。

## 交通アクセス
- 近鉄南大阪線 道明寺駅南側の踏切を渡り、堤防を上がってすぐ。